# 菲昂加湖
菲昂加湖（Fianga）是非洲的湖泊，位於乍得西南部與喀麥隆接壤的邊境，海拔高度323米，平均深度2至3米，最大深度4米，與洛貢河以水道相連，湖中有約10個島嶼。